# Ум ел кааб
Ум ел кааб (понекад и Ум ел гааб, арап. أم القعاب) је некропола из раног династичког периода  краљева у Абидосу, Египат. Његово модерно име значи „Мајка лонаца” јер је читава област прекривена разбијеним крхотинама лонаца приноса направљених у ранијим временима. Култни древни назив области био је (в-)пкр или (рꜣ-)пкр „Област пкр[-дрвета]” (неидентификована врста) или „Отварање пкр[-дрвета]” (коптски: упоке), који припада тꜣ-дср „забачена/очишћена земља” (некропола) или црк-хх „Везивање вечности” (коптски: Алкхах).
Подручје је било место обожавања у старом Египту, а до времена Средњег краљевства, бар једна од краљевских гробница је ископана и поново изграђена за Озирисове свештенике. 
Гробнице у овој области први је ископао Емил Амелин 1890-их, а систематичније Флиндерс Питри између 1899. и 1901. године. Од тада је немачки археолошки институт више пута ископавао ову област од 1970-их, што је омогућило темељну реконструкцију првобитног распореда и изгледа ових гробница.

## Прединастичка гробља
- У-ј: Непознати владар, али је могуће да је Шкорпион или Краљ Бик посведочен на једној од плоча од слоноваче.

- Б1/Б2: Ири-Хор

- Б7/Б9: Ка

## Прводинастичка гробља
Познато као гробље Б, овај део садржи фараоне из Прве династије и последња два фараона Друге династије.
- Б17/Б18:Нармер

- Б10/Б15/Б19:Хор-Аха

- О:Џер

- З:Џет

- Ј:Мернеит

- Т:Ден

- Икс:Анеџиб

- У:Семерхет

- К:Ка’а

## Другодинастичка гробља
- П:Перибсен

- В:Хасехемви